# Solar Orbiter
Solar Orbiter – projekt badawczy Europejskiej Agencji Kosmicznej, realizowany we współpracy z NASA, w ramach którego 10 lutego 2020 w stronę Słońca została wysłana sonda kosmiczna. Sondę na orbitę okołosłoneczną wyniosła rakieta Atlas V 411, startująca z kosmodromu Cape Canaveral Air Force Station.

## Cele naukowe
Sonda została zaprojektowana do wykonywania obserwacji Słońca z bardzo bliskiej odległości. Solar Orbiter umożliwi badania gwiazdy i jej korony, pomiary wiatru słonecznego w prawie niezakłóconym stanie, magnetosferę oraz słabo widoczne z Ziemi bieguny Słońca.
Misja ma odpowiedzieć na pytania:
- co napędza wiatr słoneczny i skąd pochodzą koronalne pola magnetyczne?
- jak zmienność struktur w koronie słonecznej wpływa na zmienność heliosfery?
- jak rozbłyski słoneczne produkują promieniowanie korpuskularne energetycznych cząstek słonecznych?
- jak działa słoneczne dynamo i jak wpływa ono na związek pomiędzy Słońcem i jego heliosferą?[6]

Solar Orbiter będzie ściśle współpracował z wystrzeloną w 2018 przez NASA sondą Parker Solar Probe. Dzięki danym z tych dwóch misji możliwe ma być uzyskanie więcej informacji niż każda z nich dostarczyłaby osobno. Informacje te mają pomóc w wyjaśnianiu zagadnień związanych z rozwojem planet, pochodzeniem życia, działaniem Układu Słonecznego, początkiem Wszechświata. Ponadto pozwolą lepiej zrozumieć genezę wiatru słonecznego czy przewidywać okresy wzmożonej aktywności Słońca z rozbłyskami, zagrażającymi elektronice i energetyce na Ziemi.

## Instrumenty

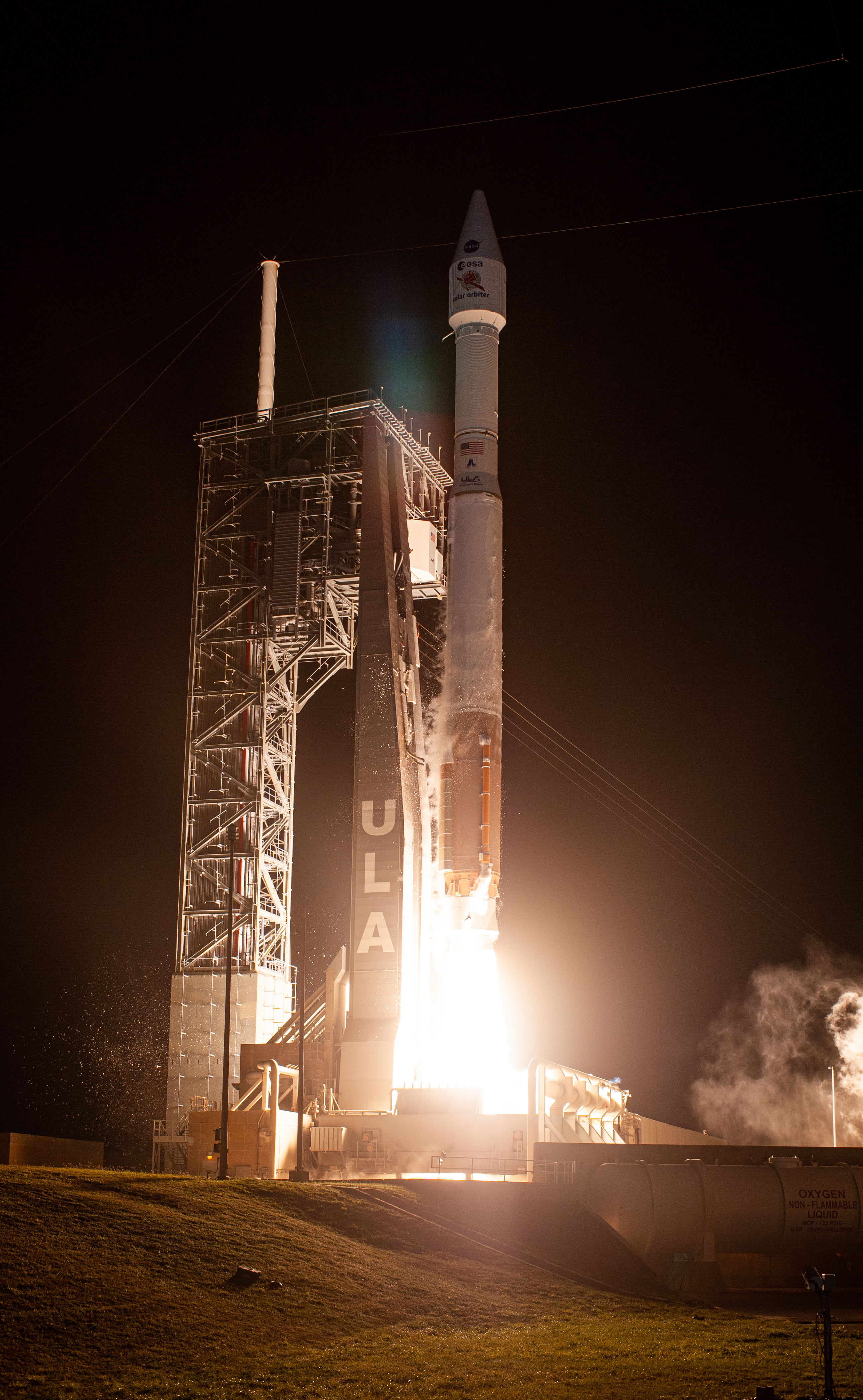
Start misji

Solar Orbiter posiada na pokładzie 10 instrumentów pomiarowych:
- Energetic Particle Detector (EPD) – detektor cząstek energetycznych
- Extreme Ultraviolet Imager (EUI) – matryca obrazowania w głębokim ultrafiolecie
- magnetometr (MAG)
- Metis – koronograf
- Polarimetric and Helioseismic Imager (PHI) – matryca obrazowania polarymetrycznego i heliosejsmicznego
- Radio and Plasma Waves (RPW) – analizator fal radiowych i plazmowych (urządzenie do pomiarów pola elektromagnetycznego, gęstości elektronów i temperatury)
- Heliospheric Imager (SoloHI) – matryca obrazowania heliosferycznego
- Spectral Imaging of the Coronal Environment (SPICE) – aparat obrazowania spektralnego środowiska koronalnego
- X-ray Spectrometer/Telescope (STIX) – teleskop/spektroskop rentgenowski
- Solar Wind Plasma Analyser (SWA) – analizator plazmy wiatru słonecznego[2][7]

## Przebieg misji

Porównanie rozmiarów Słońca widzianego z odległości 1 au (po lewej) i 0,284 au (po prawej)

Budowa Solar Orbiter trwała około 10 lat i kosztowała 500 mln euro. Początkowo start był planowany na rok 2017, ale został kilkukrotnie przełożony. Ostatecznie sonda została wyniesiona 10 lutego 2020 o 5:03 (CET). Po 3,5 latach osiągnie peryhelium, kilkukrotnie wykorzystując asystę grawitacyjną Wenus w celu opuszczenia ekliptyki. Najmniejszą odległość, na jaką sonda się zbliży do Słońca (42 miliony kilometrów) będzie osiągać co 5 miesięcy. Jej orbita będzie synchroniczna z obrotem Słońca, co zapewni długie obserwacje, ukazujące w czasie rzeczywistym rozwój zjawisk słonecznych. Początkowo będzie prowadzić badania z szerokości ok. 24°, aby po ok. 8 latach wznieść się na szerokość przekraczającą 30° (maks. 33°). Pozwoli to po raz pierwszy zaobserwować słoneczne bieguny z takiej pozycji (z Ziemi są widoczne pod kątem maks. 7°). Pierwsze, testowe dane z teleskopu STIX powinny dotrzeć na Ziemię po miesiącu od startu sondy, natomiast rutynowe badania naukowe rozpoczną się w listopadzie 2021 roku.